# Pôle-nature de Vitrezay
Le pôle-nature de Vitrezay est un espace naturel protégé situé au sud du département de la Charente-Maritime, sur la commune de Saint-Sorlin-de-Conac, à mi-distance de Royan et de Blaye. Il est un des quatorze pôles-nature de Charente-Maritime.
S'organisant autour du hameau de Vitrezay, minuscule port de pêche sur l'estuaire de la Gironde, sa mission est de mettre en valeur et de faire découvrir au public les richesses des bords d'estuaire, que ce soit d'un point de vue floristique ou faunistique, mais aussi de mieux faire connaître les traditions et l'histoire qui s'y rapportent. 

## Présentation
Le site de Vitrezay est principalement constitué de grands marais estuariens où alternent prairies humides, roselières et étangs, refuge de nombreuses espèces animales. Il est un point de passage pour les oiseaux migrateurs et un sanctuaire ornithologique que fréquentent notamment cigogne blanche, héron pourpré, bécassine des marais, spatule blanche et aigrette garzette. 
Des sentiers ont été aménagés à travers ces espaces protégés, permettant de rejoindre les petits ports estuariens de Port-Conac, Port-Charron et Port-Maubert, aux maisons traditionnelles pittoresques. Les côtes conservent de nombreux carrelets, curieuses cabanes de pêcheurs sur pilotis, caractéristiques des côtes charentaises et girondines. Des panneaux explicatifs et une table d'observation sont l'occasion de mieux connaître les spécificités de l'estuaire de la Gironde, plus grand estuaire sauvage d'Europe (large de 5,7 kilomètres à Port-Vitrezay). Ils détaillent notamment les activités halieutiques traditionnelles que sont la pêche à la pibale (alevin d'anguille) et à l'esturgeon d’Europe, qui donnait jusque dans les années 1980 le caviar de Gironde (désormais produit en élevage, afin de préserver l'esturgeon d'Europe, encore menacé de disparition).
Un plan d'eau de 21 hectares a été aménagé sur le site. Il permet de pratiquer la pêche à la carpe, au brochet et au sandre. Un bateau de 79 places, le Saintongeais, permet des sorties sur l'estuaire afin de découvrir les côtes saintongeaises, médoquines ou du Pays Gabay, ainsi que l'archipel girondin (île de Patiras, îles Verte, Paté, Margaux...). Parmi les autres activités proposées figurent des sorties dans les marais, des activités nautiques (kayak de mer), et des randonnées à vélo.
Un centre d'exposition moderne, des salles de conférence, un restaurant avec vue panoramique, un bar, une boutique de souvenirs, des aires de jeux, de pique-nique et de camping-car complètent ces infrastructures.
Parmi les sites naturels de la région Nouvelle-Aquitaine, le site se classe neuvième en termes de fréquentation touristique en 2018 avec 56 356 visiteurs.